# Boka Károly
Boka Károly (Debrecen, 1808. február 26. – Debrecen, 1860. július 21.) híres magyar népzenész, Kossuth Lajos kedvenc cigányprímása.

## Családja
Híres magyar népzenész (cigány) családból származott. A családi hírnév megalapítója Boka Sámuel volt, a Tisza-vidéken. Boka Károly elsőszülött fia, ifj. Boka Károly szintén híres és képzett zenész volt, aki több éven át, mint besorozott honvéd a híres Dom-Miguel-ezred zenekarában szerepelt őrmesteri ranggal. Később hazakerült, saját zenekart szervezett, amellyel sikeresen szerepelt külföldön, még Amerikában is. Unokája, Boka Samu is a fővárosi zenekarok legkitűnőbb zenészei közé tartozott.
Boka Károly népes családjának két nőtagját két, szintén hírneves prímás vette nőül; az egyiket Balázs Kálmán, a másikat a korán elhunyt Patikárus Ferkó, aki az 1860-as évek népszerű zenésze volt.

## Életpályája
Boka Károly már gyermekkorában feltűnt nagy zenei tehetségével. Fénykorát az 1840-es, 1850-es években élte. Főleg Debrecenben szerepelt. 1845-ben Debrecen városa, érdemei elismeréséül, polgárai közé iktatta. Bár 1849-ben, amikor az oroszok feldúlták Debrecent, minden vagyona odaveszett, hamarosan ismét vagyonos ember lett. 1857-ben alföldi tisztelői, Retsky András indítványára, Latkóczy Lajos festővel olajképet készíttettek róla és azt a Magyar Nemzeti Múzeum képtárának ajándékozták. Dalszerzőként is maradandót alkotott (pl. Káka tövén, Boka kesergője).
Néhány heti súlyos betegség után hunyt el. Temetésén, amelyen mintegy 10–12000-en vettek részt, „Debreczen minden zenésze, Bossányi karmestersége alatt egyesülve gyászdallamokkal kísérté sírjába a kitünő zenészt”.

## Emlékezete
- Debrecenben utcát neveztek el róla.
- Latkóczy Lajos a kor neves festője portrét készített róla, amely 1858-ban a Magyar Nemzeti Múzeumba került,[2][3] és máig a múzeum gyűjteményének része.
- Losonczy László költő verset írt hozzá Boka Károly címen.[5]